# سام شولمان
سام شولمان (بالإنجليزية: Sam Schulman)‏ هو شخصية أعمال أمريكي، ولد في 10 أبريل 1910 في نيويورك في الولايات المتحدة، وتوفي في 12 يونيو 2003 في سنتشوري سيتي ‏ في الولايات المتحدة.